# Crotalus willardi
Crotalus willardi là một loài rắn trong họ Rắn lục. Loài này được Meek mô tả khoa học đầu tiên năm 1905.

## Hình ảnh

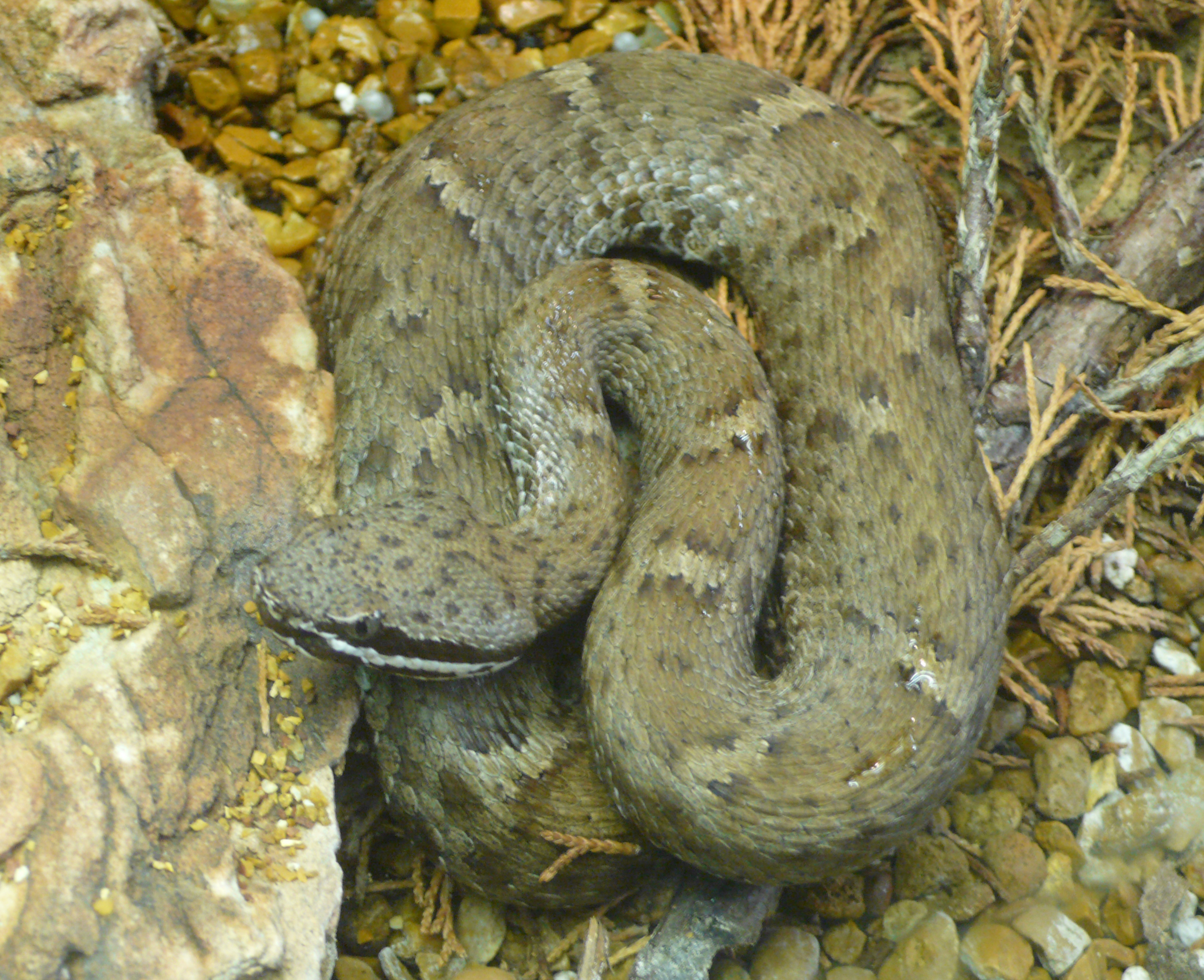
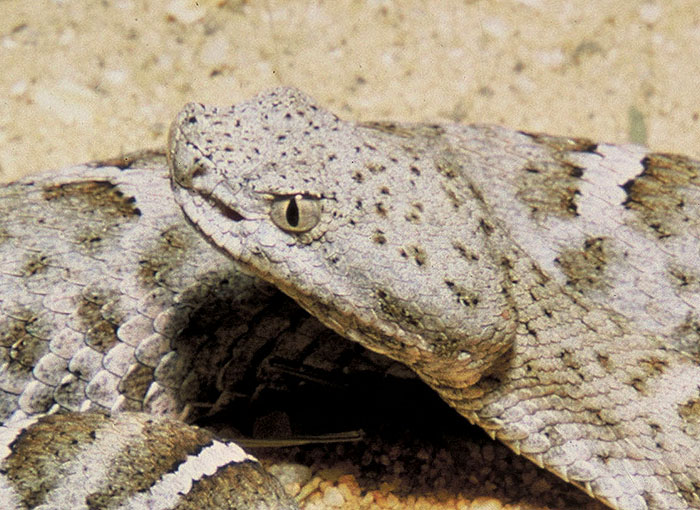
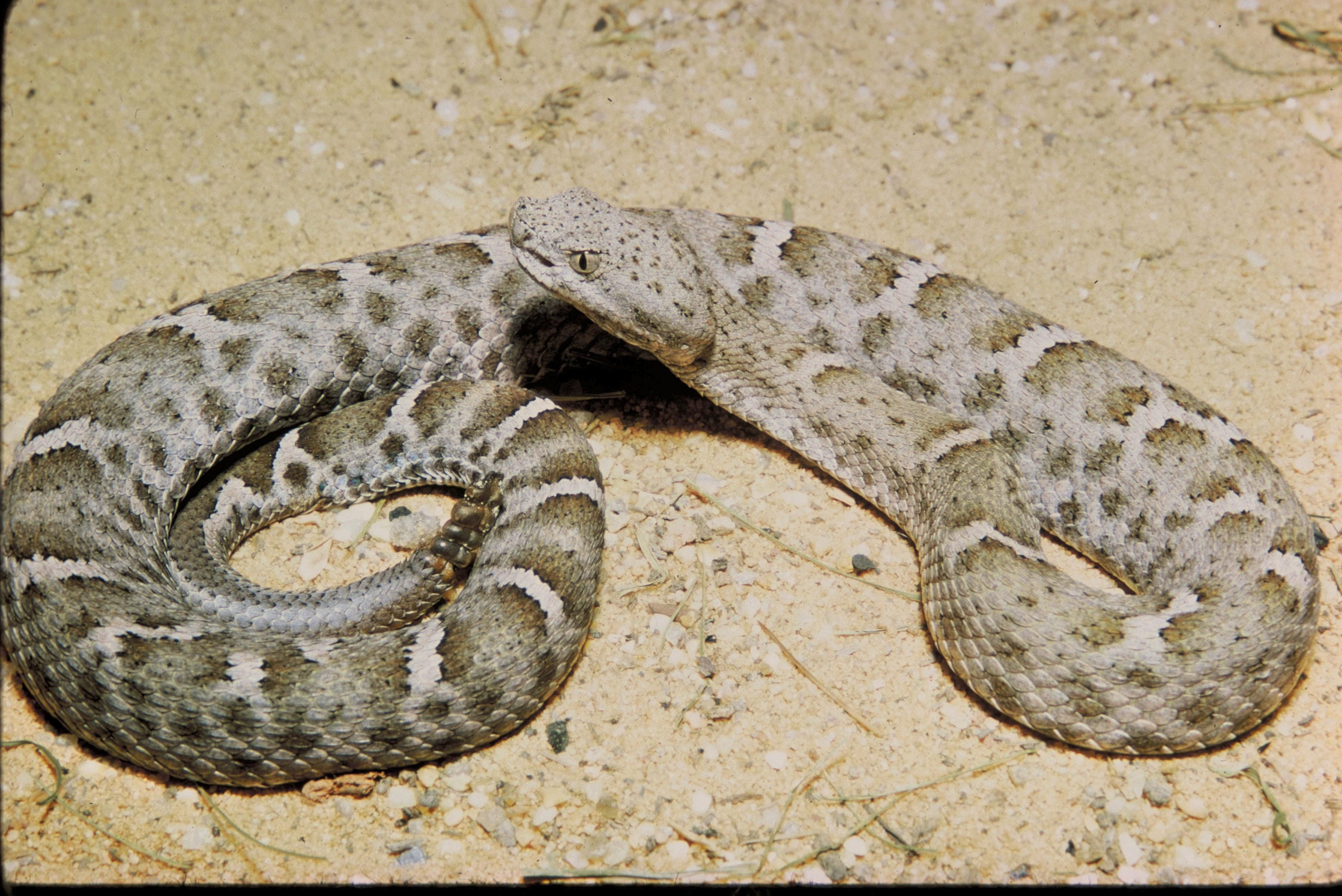